# Jared Prickett
Jared Prickett (Fairmont, 14 novembre 1973) è un ex cestista statunitense, professionista in Europa e in Sudamerica.

## Palmarès
- Campione NCAA (1996)